# Gladys del Monte Horruitiner
Gladys del Monte Horruitiner (Santiago de Cuba, 6 de julio de 1959) es una filóloga, poeta y cantautora cubana.
Acercarse a Gladys del Monte, tiene que ver no solo con disfrutar de una voz, sino con la posibilidad de sentir un alma plena de confidencias, a veces triste como la lluvia, pero siempre impetuosa.
En los textos de sus canciones se aprecian la formación literaria recibida, tanto del medio familiar como del ámbito universitario. Fundadora del Movimiento de la Nueva Trova Cubana, laureada con significativos premios en Festivales y eventos nacionales, resurge siempre, para felicidad de sus admiradores y amigos, haciéndonos cómplices de un arte creativo y personalísimo.

## Temas conocidos de la autora
- Alas de mujer.

- Pequeño Príncipe.

- Se que me esperas.

- Tu nombre.

- Duende de la espera.

- Cada vereda de abril.

En 2003 publica un volumen con sus canciones bajo el título:

## Alas de Mujer
Si te deleita el mar o el arcoíris, gustas de la madrugada,
eres de los que cuando caminan miras a lo lejos con la intención de aprisionar estrellas,
Alas de mujer te brinda la extraordinaria oportunidad de llenarte de luz haciendo de 
la canción un mundo palpitante y armonioso.
- Alas de mujer. Gladys del Monte.
- Tu mirada. Renael González y José A Rodríguez.
- Pequeño Príncipe. Gladys del Monte.
- Veinte años. María Teresa Vera.
- Se que me esperas. Gladys del Monte.
- Ay amor. Bola de Nieve.
- Tu nombre. Gladys del Monte.
- Y tu que has hecho. Eusebio Delfín.
- Duende de la espera. Gladys del Monte.
- La gloria eres tu. José A Méndez.
- La flor de la canela. Chabuca Granda.
- Cada vereda de abril. Gladys del Monte.